# Epidendrum orientale
Epidendrum orientale är en orkidéart som beskrevs av Eric Hágsater och Marta Aleida Díaz Dumas. Epidendrum orientale ingår i släktet Epidendrum och familjen orkidéer. Inga underarter finns listade i Catalogue of Life.